# Egídio Eccio
Egídio Eccio (São Paulo, 1929 - São Paulo, 20 de novembro de 1977) foi um ator e diretor brasileiro.

## Biografia
Começou no teatro, onde se destacou como ator em peças como "Panorama Visto da Ponte". Em seguida trabalhou como técnico e como ator no cinema, tendo estreado em "O Pão Que o Diabo Amassou" em 1958.
Ao mesmo tempo que desenvolvia sua carreira como ator ele começou a ir para trás das câmeras, estreando como diretor em 1968 com o filme "O Matador".
Participou de algumas das primeiras novelas diárias da TV como "Somos Todos Irmãos" e "O Morro dos Ventos Uivantes (telenovela)" e dirigiu filmes de grande bilheteria como "Paixão de um Homem" com Waldick Soriano; "O Sexualista"; "O Leito da Mulher Amada" e "Pintando o Sexo".
Ele também foi presidente da Associação Paulista de Cineastas e era casado com a atriz Maracy Mello e foi vítima de um enfarte.